# Фалън
 Тази статия е за града в САЩ.  За окръга вижте Фалън (окръг).  
Фалън (на английски: Fallon) е град в окръг Чърчил, щата Невада, САЩ. Фалън е с население от 7536 жители (2000) и обща площ от 7,9 km². Намира се на 1207 m надморска височина. ЗИП кодът му е 89406, 89407, 89496, а телефонният му код е 775.